# Vásos Karagiórgis
Vásos Karagiórgis (grec moderne : Βάσος Καραγιώργης), né le 29 avril 1929 et mort le 21 décembre 2021, est un archéologue chypriote et directeur du Département des Antiquités de Chypre, membre par ailleurs de FBA.

## Jeunesse et éducation
Il étudie au Gymnase panchypriote, puis fait des études classiques à l'Université d'Athènes et à University College London, où il a l'opportunité de participer aux fouilles de Verulamium sous la direction de Mortimer Wheeler.

## Carrière
Il a été assistant conservateur au Musée de Chypre entre 1952 et 1960, puis conservateur de 1960 à 1963. Après la retraite de Porfýrios Díkeos, il devient directeur du Département des Antiquités de Chypre de 1963 à 1989,,.
Il est surtout connu pour ses fouilles de la nécropole de l'âge du fer de Salamine, ses fouilles à Kition et la nécropole géométrique de Palaepaphos. Il a publié de nombreux catalogues des collections chypriotes dans les musées de Chypre et à l'étranger. En 1981, Karageorghis est devenu membre fondateur du Conseil culturel mondial. Il a également été professeur d'archéologie et directeur de l'Unité de recherche archéologique de l'Université de Chypre. Il était membre correspondant de l'Institut archéologique américain et de l'Académie d'Athènes.
Il meurt le 21 décembre 2021 à l'âge de 92 ans.

## Publications
- Karageorghis, V. (1967-78). Excavations in the Necropolis at Salamis.
- Karageorghis, V. (1977). 'Pottery from Kition', dans E.Gjerstad (éd.), Greek Geometric and Archaic Poetry found in Cyprus, 61-4.
- Καραγεώργης, Β. (1980). Οι Αρκάδες στην Παλαίπαφο. Πρακτικά της Ακαδημίας Αθηνών, 72-85.
- Καραγεώργης, Β. (1984). Νέο φώς στην Ιστορία της Ύστερης Εποχής του Χαλκού στην Κύπρο. Πρακτικά της Ακαδημίας Αθηνών, 219-229.
- Καραγεώργης, Β. (1985). Οι Έλληνες στην Κύπρο, Πρακτικά της Ακαδημίας Αθηνών, 432-442.
- Καραγεώργης, Β. (1992). Μακεδονικά στοιχεία στον Ελληνιστικό πολιτισμό της Κύπρου, Πρακτικά της Ακαδημίας Αθηνών, 704-712.
- Karageorghis, V. (1999). A Cypriot Silver Bowl Reconsidered, 1. The Iconography of the Decoration Metropolitan Museum Journal, v. 34.
- Karageorghis, V. (2000). Ancient Art from Cyprus: The Cesnola Collection in The Metropolitan Museum of Art.
- Karageorghis, V. (2000). Ancient Art from Cyprus: The Cesnola Collection.
- Karageorghis, V. (2002). 'La Nécropole "royale" de Salamine : quarante ans après', CCEC 32: 19-29.
- Karageorghis, V. (2002). Early Cyprus.
- Karageorghis, V. (2006). 'Homeric Cyprus', dans S. Deger-Jalkotzy et I.S. Lemos (éd.), Ancient Greece: From Mycenaean Palaces to the Age of Homer, 665-75.
- Karageorghis, V. (2016) The Cesnola Collection of Cypriot Art: Terracottas. New York : The Metropolitan Museum of Art.